# بلاعم مرتبطة بالورم
البلاعم المرتبطة بالورم هي صنف من الخلايا المناعية توجد بأعداد كبيرة في البيئة المكروية (الدقيقة) للأورام الصلبة. لها دور واضح في الالتهابات المرتبطة بالسرطان. من المعروف أن البلاعم (الخلايا البلعمية الكبيرة) تنشأ من الخلايا الوحيدة المشتقة من نقي العظم (البلاعم المشتقة من الخلايا الوحيدة) أو أسلاف الكيس المحي (البلاعم المقيمة في الأنسجة)، لكن ما يزال الأصل الدقيق لهذه البلاعم في الأورام البشرية بحاجة إلى توضيح. يعتمد تكون البلاعم المشتقة من الخلايا الوحيدة والبلاعم المقيمة في الأنسجة في البيئة المكروية للورم على نوع الورم ومرحلته وحجمه وموقعه، فاقتُرح أن هوية البلاعم المرتبطة بالورم وتغايرها ناتجان عن التفاعلات بين الإشارات المشتقة من الورم والنوعية للأنسجة والإشارات النمائية.

## الوظيفة
رغم وجود بعض الجدل، تشير معظم الأدلة إلى أن البلاعم المرتبطة بالورم لها نمط ظاهري محفز للورم. تؤثر البلاعم المرتبطة بالورم على معظم الجوانب البيولوجية للخلايا السرطانية وتحفز الظواهر المرضية بما في ذلك تكاثر الخلايا السرطانية، وتكوين الأوعية الورمية، والغزو والانبثاث، والكبت المناعي، ومقاومة الأدوية.

## الأنواع الفرعية
صُنفت البلاعم المرتبطة بالورم تاريخيًا ضمن فئتين: إم1 وإم2. تشير إم1 إلى البلاعم التي تخضع للتنشيط «الكلاسيكي» بواسطة الإنترفيرون غاما مع عديد السكاريد الشحمي أو عامل نخر الورم ألفا، بينما تشير إم2 إلى البلاعم التي تخضع لتنشيط «بديل» بواسطة الإنترلوكين-4. تبين أن البلاعم من النوع إم1 تؤدي وظيفة محفزة للالتهابات وسامة للخلايا (مضادة للورم)؛ بينما تملك البالعات من النوع إم2 خواص مضادة للالتهابات (محفزة للورم) وتعزز التئام الجروح. مع ذلك، أدى استخدام نموذج الاستقطاب إم1/إم2 إلى ارتباك في المصطلحات بسبب استخدام إم1/إم2 لوصف البالعات الناضجة، لكن عملية التنشيط معقدة وتتضمن العديد من الخلايا ضمن عائلة البلاعم. بالإضافة إلى ذلك، مع وجود أدلة حديثة على أن مجموعات البلاعم تكون نوعية للأنسجة والأورام، اقتُرح أن تصنيف البلاعم، بما في ذلك البلاعم المرتبطة بالورم، ضمن مجموعتين فرعيتين مستقرتين غير كافٍ. بدلًا من ذلك، يجب اعتبار البلاعم المرتبطة بالورم على أنها موجودة ضمن طيف. اقتُرحت أنظمة تصنيف أكثر شمولية تفسر الطبيعة الديناميكية للبلاعم، ولكن مجتمع البحوث المناعية لم يتبناها.

## الأهمية السريرية
تبين أن مستوى ارتشاح البلاعم المرتبطة بالورم له قيمة إنذارية هامة في عدة أنواع من الأورام. تعطي البلاعم المرتبطة بالورم إنذارًا ضعيفًا في سرطان الثدي وسرطان المبيض والأورام الدبقية واللمفوما؛ وإنذار أفضل في سرطان القولون والمعدة وإنذار ضعيف وجيد في سرطان الرئة والبروستاتا.
سريريًا، عند دراسة حالة 128 حالة إصابة بسرطان الثدي، تبين أن المرضى الذين لديهم مستويات عالية من البلاعم المرتبطة بالورم إم2 تكون مرحلة الورم لديهم أكثر تقدمًا، وكثافة الأوعية الدقيقة أعلى، ومعدل البقاء أسوأ عمومًا. أظهر المرضى الذين لديهم نسبة أعلى من البلاعم المرتبطة بالورم إم1 التأثير المعاكس.